# 전원일
전원일(1955년~   )는 대한민국 시인.소설가.수필가이다. 현재 도서출판 문학마을 대표다

## 생애
1955년 경상남도 김해군에서 교육자 아버지 전석호. 어머니 류두연 사이 2남5녀 중의 장남으로 태어났다. 배우자로는 중등교사 임향애가 있다.4.19혁명 전무영 열사님의 조카이며 법정대리인이다. 자형(姉兄) 정해송은 시조시인이며 종질(從姪) 전형준은 서울 삼성썬더스 농구선수이다. 
학력사항은 김해 한림초중학교, 배정고등학교,한국방송통신대학교 농학과, 동아대대학원 도시조경학과 공학석사, 경북대대학원 조경학과 박사과정 중퇴하였다. 
2005년도 계간[문예시대]에서 "죽순대"외3편으로 문단에 등단하였다.2002년도 처녀시집"시를 품은 나무","시를 노래하는 나무","나무들의 푸른 노래","시가 열리는 나무"등을 연달아 발표하였다.나무를 소재로 시문을 짓는다고 해서 문학계에서는"나무시인"이라는 별명으로도 불리고 있다.또 새를 소재로 쓴 시집"새야 새야"를 2020년도에 발표했다. 나무만을 소재로 쓴 나무시집과 새를 소재로 쓴 새시집은 한국에서 최초여서 둘 모두 "한국 최초"라는 수식어가 붙어 있다.
2019년도 고목나무치료에세이집"나무병원",2020년도 자연에세이집"귀가 달린 나무(상.하)를 연이어 발표하였는데 이는 대학원에서 조경학(수목학)을 전공하고 조경업을 수십년간 경영하면서 경험한 바를 작가정신으로 풀어서 흥미를 더해주는 책이 되었다.특히"나무병원"은 나무의사 시험을 준비하는 수험생들의 필독서로 인정을 받으면서 관련분야 최고 베스트셀러로 출간때부터 수년간 이어져 오고 있으며,자연에세이집"귀가 달린 나무(상.하)는 200여종의 나무마다에 얽힌 에피소드를 알기 쉽고 흥미롭게 집필하면서 지식까지 전달해주니 "나무병원"책과 함께 수목을 공부하는 일반인들은 물론 학생들에게 많은 사랑을 받아 전국학교 도서관과 국공립도서관에 많이 소장되어 읽혀지고 있다.
2022년부터"전원일 작가 수국 시화전"을 매년 6월15일부터 말일까지 "전원일 작가의 집"에서 작가가 직접 개최 주관하고 있기도 하다.
문우로는 백신종.고증식.이상익.하선영.박구경과 함께 (사)경남작가회의에서 활동하고 있다

## 수상
- 2002년 제7회 환경상(부산광역시) 수상
- 2008년 제4회 이육사문학상 장편소설 대상 수상
- 2008년 제4회 노천명문학상 시 본상 수상
- 2008년 제2회 박재삼문학상 수필 대상 수상

## 작품

#### 시집
- 제1시집 “시를 품은 나무”(2002년. 대진)
- 제2시집 “시를 노래하는 나무”(2008년. 해암)
- 제3시집 “나무들의 푸른 노래”(2008년. 해암)
- 제4시집 “시가 열리는 나무”(2019년. 문학마을)
- 제5시집 “나무와 새”(2020년. 문학마을)
- 제6시집 “새야 새야”(2020년. 문학마을)

#### 수필집
- 제1수필집/나무치료수필집“나무병원”(2019년. 문학마을)
- 제2수필집/자연에세이집“귀가 달린 나무(상. 하)”(2020년. 문학마을)
- 제3수필집/ “뻐꾸기여, 울음소리를 바꿔라”(2020년. 문학마을)
- 제4수필집/“봉화산 부엉이는 돌아오지 않는다.”(2020년. 문학마을)

#### 소설집
- 장편소설집“하동역(상. 중. 하)(2019년. 문학마을)
- 중편소설집“장돌뱅이”(2019년. 문학마을)

#### 학산 일기 시산문 연재물
- “작가의 집" 1권.2권(2020년. 문학마을).
- "작가의 집" 3권.4권.5권.6권.7권.8권.9권.10권.11권.12권.13권.14권.15권.16권.17권.18권.19권.20권(2021년.문학

마을)
•"작가의 집" 21권.22권.23권.24권.25권(최종편) (2022년. 문학마을) 